# Services postaux en Corée du Nord

Logo de la poste Nord coréenne.

Le service postal de Corée du Nord (en coréen : 조선의 체신체계) ou la poste coréenne (en coréen : 조선 우편) est l'agence géré par le bureau de maintenance du ministère des postes et télécommunications, qui supervise les communications postales, les télégrammes, les services téléphoniques, les émissions de télévision et les journaux.

## Histoire

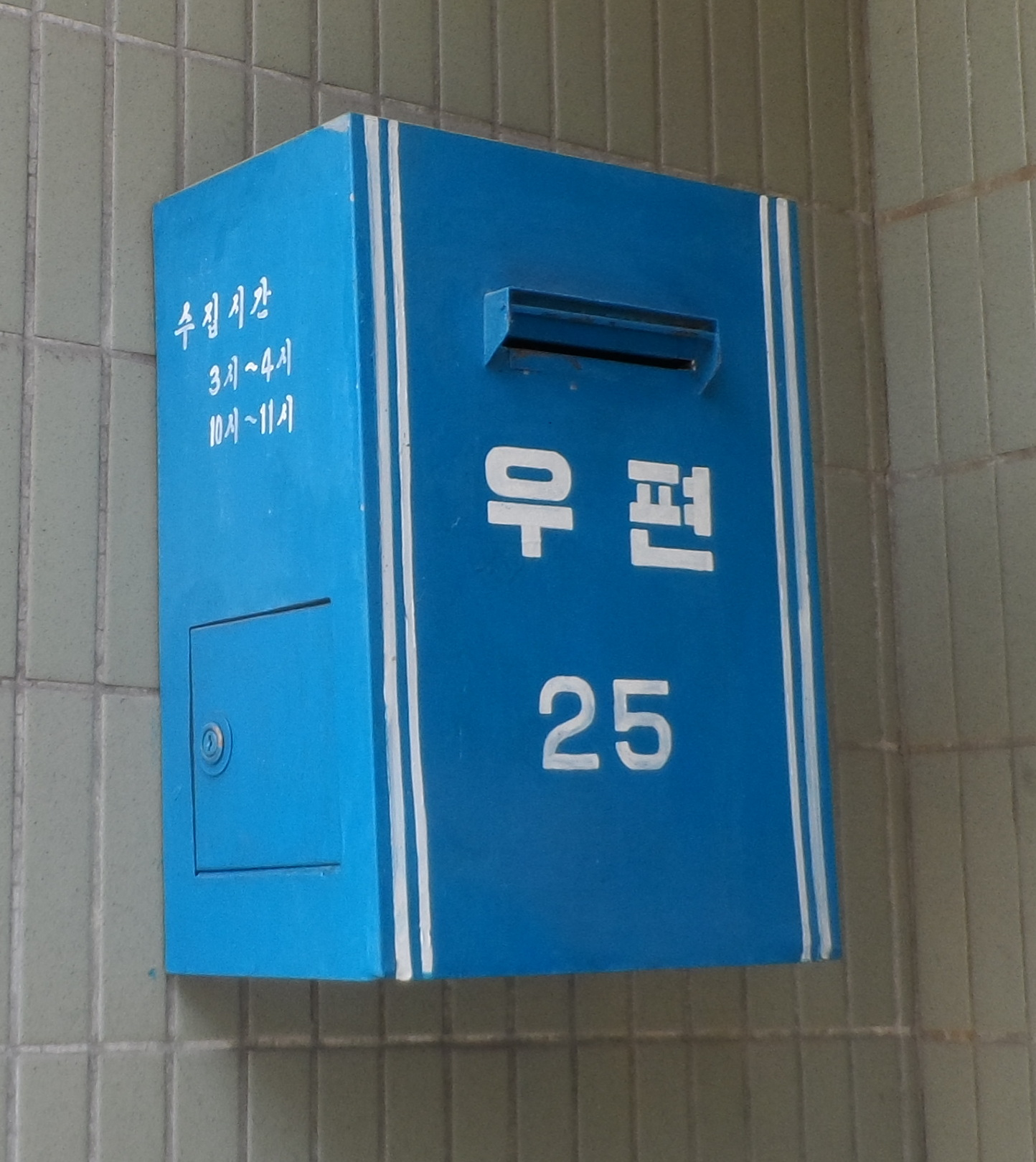
Une boîte aux lettres à Pyongyang.

Comme pour de nombreux sujets en Corée du Nord, il est complexe d'avoir des renseignements sur le fonctionnement du service postal et ce qui est connu provient souvent de témoignages rapportés par les transfuges nord-coréens, des quelques activités commerciales avec l'international et d'instituts de recherche nord-coréens.
Avant la famine des années 1990, la transmission d'un télégramme prend généralement moins d'une semaine. Le gouvernement fournit alors des vélos au sein des différents bureaux distributeurs pour assurer la livraison. Cependant, au cours de l'épisode de famine, la livraison postale devient aléatoire, principalement en raison des pénuries de nourriture, d'électricité et de carburant. Dans certains cas, il faut alors plus d'un mois pour qu'une lettre soit envoyée du nord du pays à Pyongyang, qui n'est qu'à quelques centaines de kilomètres. Il a été raconté que des employés postaux chargés de la livraison brûlaient les lettres afin de se réchauffer.
En 1992, l'intégralité des hauts fonctionnaires de l'agence postale nationale sont licenciés. Le ministre, le vice-ministre ainsi que leurs familles sont arrêtés et envoyés dans des camps de prisonniers pour détournement et gaspillage de fonds. Il leur est notamment reproché d'avoir acheté du matériel de production de fibres optiques d'occasion au Royaume-Uni.
Depuis 1993, un service de téléphonie par fibre optique est disponible dans certains lieux que les habitants appellent le « téléphone lumière ». Cela a contribué à la réduction du nombre de lettres et de télégrammes envoyés.

## Fonctionnement
Chaque province dispose d'une antenne du Ministère des postes et télécommunications et chaque Ri (village) dispose d'un bureau de poste pour la distribution des lettres, colis et télégrammes. Des agents du ministère de la Sécurité d'État sont postés au bureau du ministère pour inspecter le courrier et surveiller les résidents.
Malgré un système postal à la disposition des citoyens, ainsi que d'autres organisations de communication gérées par l'État, le bouche à oreille reste le moyen le plus facile pour diffuser l'information dans tout le pays.

## Liens avec l'international
L'agence postale de Corée du Nord n'est pas membre de l'Union postale universelle.
Les relations postales entre la Corée du Nord et la Corée du Sud n'existent pas. La Corée du Nord est soumise à de multiples sanctions économiques qui limitent considérablement ce qui peut légalement être envoyé dans le pays.
Depuis les États-Unis, tout courrier à destination de la Corée du Nord est réglementé par l'Office of Foreign Assets Control (« office de contrôle des actifs étrangers »). L'envoi de marchandise est interdite, et seuls les courriers de classe 1 sont autorisés.
Depuis la France, aucune restriction particulière n'est en place.